# Los combustibles
Los combustibles es una obra de teatro de Amélie Nothomb de 1994. Cuenta la historia de una guerra entre la civilización y los bárbaros, que están acabando con todo. En una casa, un profesor de universidad intenta sobrevivir al frío quemando sus pertenencias, pero llega a un punto en el que lo único que le queda por quemar son los libros.

## Personajes
La obra solo está compuesta por tres personajes:
- Daniel: El ayudante del profesor, idealista y soñador. Vive con él desde hace dos meses, a causa de la guerra.
- Marina: «Alma gemela» de Daniel. Está acabando sus estudios universitarios. Es la que más sufre por la guerra debido a su bajo peso corporal. Finalmente, acaba casi renunciando a su condición de humana debido a las circunstancias.
- El profesor: Imprudente e insolente, este hombre «sabio» posee una gran biblioteca en su casa. A pesar de la guerra, sigue dando clase en la facultad de Literatura. Desacredita a los autores que después ama y obliga a leer libros que jamás ha leído.

- Datos: Q1499792